# Bruno (biskup Würzburga)
Bruno z Würzburga, także Bruno Karyncki (ur. ok. 1005; zm. 27 maja 1045 w Persenbeugu) – kanclerz Włoch i biskup Würzburga, święty katolicki.
Bruno był młodszym synem księcia Konrada I Karynckiego. Uzyskał staranne wykształcenie. W latach 1027–1034 był kanclerzem Włoch, a następnie od 14 kwietnia 1034 był biskupem Würzburga. W 1040 rozpoczął budowę nowej katedry, w której został pochowany.
Bruno starał się dla Henryka III o rękę Agnieszki z Poitou. Towarzyszył władcy w wyprawie na Węgry. W jej trakcie uległ nieszczęśliwemu wypadkowi i zmarł. 
Wspomnienie Brunona przypada 27 maja.